# Jan Alekszandrovics Nyepomnyascsij
Jan Alekszandrovics Nyepomnyascsij (oroszul: Ян Алекса́ндрович Непо́мнящий, a nemzetközi szakirodalomban Ian Nepomniachtchi) (Brjanszk, 1990. július 14. –) orosz sakknagymester, világbajnoki döntős (2021,2023), Európa-bajnok (2010), Oroszország kétszeres bajnoka (2010, 2020), csapatban kétszeres világbajnok (2013, 2019) és Európa-bajnok (2015), U12 korosztályos ifjúsági sakkvilágbajnok, U10 és kétszeres U12 ifjúsági sakk-Európa-bajnok, rapid- és villámsakkban világbajnoki ezüstérmes.
2021-ben egyike azon kevés versenyzőnek, akinek a klasszikus, tábla melletti játszmákat figyelembe véve pozitív a mérlege volt a regnáló világbajnok, Magnus Carlsen ellen (4 győzelem, 1 vereség és 6 döntetlen).
A 2020–2021-ben megrendezett világbajnokjelöltek versenyének megnyerése révén jogot szerzett arra, hogy a világbajnoki címért mérkőzzön Magnus Carlsennel. A 2021 decemberében befejeződött döntőben azonban 3,5–7,5 arányban alulmaradt.

## Élete és sakkpályafutása

### Ifjúsági eredményei
Négyévesen tanult meg sakkozni, hétéves korában már első osztályú versenyző, egy évvel később mesterjelölt. Tízévesen, 2000-ben megnyerte az U10 korosztály Európa-bajnokságát. Egy évvel később a 12 éves korosztályban megismételte sikerét. 2002-ben a 12 évesek között megnyerte az Európa- és a világbajnokságot is, ez utóbbit holtversenyben Magnus Carlsennel, és a holtversenyt eldöntő pontszámítás alapján kapott aranyérmet. 2003-ban holtversenyben a 3−6. helyen végzett az U14 Európa-bajnokságon, és bronzérmet szerzett a korosztályos világbajnokságon. Ugyanebben az évben megnyerte az első alkalommal megrendezett World Youth Stars versenyt.
2004-ben, 14 évesen az U18 korosztályosok között indult a világbajnokságon és a 18. helyen végzett. 2005-ben az U16 korosztály világbajnokságán ezüstérmet szerzett. Ugyanebben az évben az U18 korosztályos Európa-bajnokságon a 11. helyezést érte el.

### Nagymester
2006-ban, 16 évesen bejutott az orosz sakkbajnokság szuperdöntőjébe, ahol a 8−10. helyen végzett. Ugyanebben az évben második lett a World Youth Stars versenyen, majd 2007-ben (2003 után) második alkalommal nyerte meg ezt az ifjúsági tornát. Ebben az évben kapta meg a nagymesteri címet is. 2008-ban egyedüli első helyet szerzett 2822-es teljesítményértékkel a nagyon erős Aeroflot Open versenyen. Ugyanebben az évben a Dortmundi Sparkassen-sakkversenyen Lékó Péter mögött holtversenyben a 2. helyen végzett.
Az orosz sakkbajnokság szuperdöntőjében 2010-ben holtversenyben Szergej Karjakinnal végzett az élen, majd a holtversenyt eldöntő rájátszás során győzött, és 20 évesen Oroszország bajnoka lett. Ezt a címet nála fiatalabb korban csak Peter Szvidlernek sikerült elérnie. 2013-ban Peter Szvidlerrel holtversenyben végzett az élen, a rájátszásban azonban ezúttal alulmaradt, és ezüstérmet szerzett. 2020-ban másodszor is Oroszország bajnoka lett.

### Európa-bajnoki cím és kiemelkedő versenyeredmények
2010-ben Európa-bajnoki címet szerzett, amely eredménnyel jogot nyert a 2011-es világkupán való indulásra. Ugyanebben az évben a rangos Capablanca-emlékversenyen Vaszil Ivancsuk mögött a második helyet szerezte meg. E versenyen elért eredménye révén lépte át először a 2700-as Élő-ponthatárt. 2011-ben 2824-es teljesítményértékkel Magnus Carlsen és Levon Aronján mögött Szergej Karjakinnal és Vaszil Ivancsukkal holtversenyben a 3. helyen végzett a nagyon erős Tal-emlékversenyen, amely versenyen legyőzte az exvilágbajnok Vlagyimir Kramnyikot. 2012-ben ismét második lett Vaszil Ivancsuk mögött a Capablanca-emlékversenyen.
2013. év elején a második helyet szerezte meg a Moscow Open versenyen. Ugyanebben az évben az Európa-bajnokságon azonos pontot szerezve az első helyezettel, a holtversenyt eldöntő számítás után a nyolcadik helyen végzett. Ezzel az eredményével szerzett jogot a 2013-as világkupán való indulásra.
2015-ben első helyen végzett az Aeroflot Openen.
2016. októberben 2882 pontos teljesítményértékkel első helyen végzett a 2760 átlag-Élő-pontszámú X. Mihail Tal-emlékversenyen, ezzel az eredményével a virtuális világranglistán a 10. helyre ugrott.

### Eredményei a világbajnokságokon
A 2010-es Sakk-Európa-bajnokság megnyerése révén indulhatott először a sakkvilágbajnoki versenysorozaton. A 2011-es sakkvilágkupán a 3. körig jutott, ahol rájátszást követően szenvedett 3−1 arányú vereséget Gata Kamskytól.
A 2013-as sakkvilágkupán már az első körben búcsúzni kényszerült, miután kikapott a kínai Vej Jitől.
A 2015-ös sakkvilágkupán a kínai Sao Csün ellen 3−1-re, a francia Laurent Fressinet ellen 4,5−3,5-re nyert, majd a harmadik körben az amerikai Nakamura Hikaru ellen többszöri rájátszás után az Armageddon-játékban szenvedett vereséget, és 5−4 arányban vesztett.
A 2017-es sakkvilágkupán a 3. fordulóig jutott, ahol a grúz Baadur Jobava ellen szenvedett vereséget. A 2017-es FIDE Grand Prix versenysorozatán végeredményben a 9. helyen végzett.
A 2019-es sakkvilágkupán a 4. fordulóig jutott, ahol a kínai Jü Jang-ji ütötte el a továbbjutástól. A 2019-es FIDE Grand Prix versenysorozatának két tornáján is az élen végzett, és az összesítésben megszerzett 2. helyezés alapján jogot szerzett a világbajnokjelöltek versenyén való indulásra.
A 2021-es sakkvilágbajnokság világbajnokjelöltek versenyét 2020 márciusában kezdték el, majd a koronavírus-járvány miatt egy évvel később, 2021 áprilisában fejeződött be. Ezen már az 1. fordulóban az élre állt, és végig vezetve már az utolsó forduló előtt bebiztosította elsőségét. Ezzel jogot szerzett arra, hogy a világbajnoki címért mérkőzzön a regnáló világbajnok Magnus Carlsennel. A 2021 decemberében befejeződött döntőben a 14 játszmásra tervezett mérkőzést már a 11. játszmát követően elvesztette, miután Carlsen 7,5–3,5 arányban behozhatatlan előnyre tett szert.

## Rapid- és villámversenyeken elért eredményei
2008-ban megnyerte a legerősebb rapid sakkversenynek számító Ordix Opent Mainzban, ezzel jogot szerzett a következő évi rapidsakk világbajnokságon való részvételre. 2009-ben a rájátszásban kapott ki Levon Aronjántól a Chess Classic Mainz 2009 versenyen, ezzel a nemhivatalos Grenkeleasing Rapidsakk Világbajnokság ezüstérmese lett. 2013-ban már a hivatalos FIDE rapidsakk világbajnokságon Hanti-Manszijszkban szerzett ezüstérmet Sahrijar Mamedjarov mögött. Az ugyanott rendezett villámsakk világbajnokságon is holtversenyes második (végeredményben negyedik) lett. A 2015-ös FIDE Rapidsakk Világbajnokságon ugyancsak a 2. helyen végzett Magnus Carlsen mögött, míg a villámsakk világbajnokságon az 5. helyet szerezte meg.
2016. októberben a rapidsakk világranglistán 2812 Élő-ponttal a negyedik, a villámsakk világranglistán 2830 Élő-ponttal holtversenyben a 4−5. helyen állt.
Legmagasabb Élő-pontszáma rapid sakkban 2880 volt 2014. július és november között, villámsakkban 2821 2015. november−decemberben.

## Eredményei csapatban
Sakkolimpia
A 2010-es sakkolimpián Oroszország második csapatának első táblásaként a mezőnyben a harmadik legjobb eredményt elérve egyéni bronzérmet szerzett. Ugyancsak egyéni bronzérmet nyert a 2014-es sakkolimpián immár Oroszország első csapatában. A 2018-as sakkolimpián csapatban bronz-, egyéni teljesítménye alapján ezüstérmet nyert.
Sakkcsapat-világbajnokság
A 2011-es sakk-csapatvilágbajnokságon Oroszország válogatottjában egyéniben, 2013-ban csapatban és egyéniben is aranyérmet szerzett. 2017-ben csapatban ezüst-, egyéni teljesítményével aranyérmet nyert.
Sakkcsapat-Európa-bajnokság
2011-ben, 2015-ben és 2017-ben szerepelt Oroszország válogatottjában a Sakkcsapat-Európa-bajnokságon. 2015-ben csapatban arany-, egyéni teljesítményével bronzérmet szerzett, 2017-ben csapatban ezüstérmes lett.

## Játékereje
A Nemzetközi Sakkszövetség (FIDE) 2023. júniusi világranglistáján 2779 Élő-pontszámmal a 4. helyen állt. Legmagasabb Élő-pontszámát és a legjobb világranglista helyezését 2023 februárjában érte el, amikor 2795 ponttal a 2. helyen állt.